# زاوية سيدي سعيد بوغنبور
زاوية سيدي سعيد بوغنبور هي قرية مغربية جنوب المملكة. تنتمي زاوية سيدي سعيد بوغنبور لإقليم آسفي

## التعريف
زاوية سيدي سعيد بوغنبور هي قرية مغربية تقع باقليم اسفي وتبعد عن بلدية سبت جزولة غربا بحوالي 8 كيلومترات
وتبعد عن المحيط الأطلسي شرقا بحوالي 12 كيلوا متر
ويوجد بها مقر جماعة اولاد سلمان وتوجد بها كدالك مدرسة ابتدائية ومستشفى صغير . وتعرف حركة تجارية بحيث يقام بها سوق اسبوعي يوم الأربعاء وتعرف موسم تجاري واحتفالي من كل سنة.
زاوية سيدي سعيد بوغنبور منطقة فلاحية تعتمد على الزراعة المعيشية منها زراعة الشعير والقمح والدرة والزيتون والكبار والتين والقطاني .........

## المناخ
يتميز مناخ قرية زاوية سيدي سعيد بوغنبور بمناخ شبه جاف، مع صيف حار وجاف ما بين شهري ماي وأكتوبر، وشتاء رطب وممطر ما بين شهري أكتوبر وماي.

## المصدر
1. ↑  المملكة المغربية, المندوبية السامية للتخطيط. "الإحصاء العام للسكان و السكنى 2004" (PDF) (بالعربية و الفرنسية). ص. 65–66. مؤرشف من الأصل (pdf) في 2015-05-01. اطلع عليه بتاريخ 2012-04-20.{{استشهاد ويب}}:  صيانة الاستشهاد: لغة غير مدعومة (link)
2. ↑  خبار بلادي | خطأ في الصفحة المطلوبة نسخة محفوظة 18 سبتمبر 2020 على موقع واي باك مشين.
3. ↑  زاوية سيدي سعيد بوغنبور نسخة محفوظة 06 مارس 2016 على موقع واي باك مشين.

## وصلات خارجية
- المجمع الشريف للفوسفاط باسفي يقدم أضحية العيد للفئات المعوزة بجماعة أولاد سلمان بسيدي سعيد بوغنبور إقليم اسفي
- بوابة مدينة أسفي نسخة محفوظة 14 ديسمبر 2012 على موقع واي باك مشين.
- صورة بالقمر الصناعى - Google
- Pics from Safi
- الموقع الرسمي للمملكة المغربية
- الموقع الرسمي لوزارة الفلاحة المغربية نسخة محفوظة 13 سبتمبر 2007 على موقع واي باك مشين.
- صورة لزاوية سيدي سعيد بوغنبور بالأقمار الاصطناعية